# Breteuil (Oise)
Breteuil è un comune francese di 4 463 abitanti situato nel dipartimento dell'Oise della regione dell'Alta Francia.
Il suo territorio è bagnato dalle acque del fiume Noye.

## Storia
Nell'anno mille Hildouin de Breteuil (detto anche d'Haudouin o Geldouin), già Signore di Nanteuil-Le-Haudouin, divenne il signore feudale di Breteuil e Grand Maître de France con il re Roberto II di Francia, sposo di Emmeline de Chartres nel 1028 e fu il padre di Adèle de Breteuil, che diventerà moglie di Raoul de Valois-Crépy, conte di Crépy-Valois, Amiens e Bar-sur-Aube.
La città fu praticamente rasa al suolo dai tedeschi nel 1940.

## Società

### Evoluzione demografica
Abitanti censiti